# كاثلين ماغيري
كاثلين ماغيري (بالإنجليزية: Kathleen Maguire)‏ هي ممثلة أمريكية، ولدت في 27 سبتمبر 1925 بنيويورك في الولايات المتحدة، وتوفيت بنفس المكان في 9 أغسطس 1989.

## وصلات خارجية
- كاثلين ماغيري على موقع IMDb (الإنجليزية)
- كاثلين ماغيري على موقع قاعدة بيانات برودواي على الإنترنت (الإنجليزية)
- كاثلين ماغيري على موقع قاعدة بيانات الفيلم (الإنجليزية)